# Це просто сказати

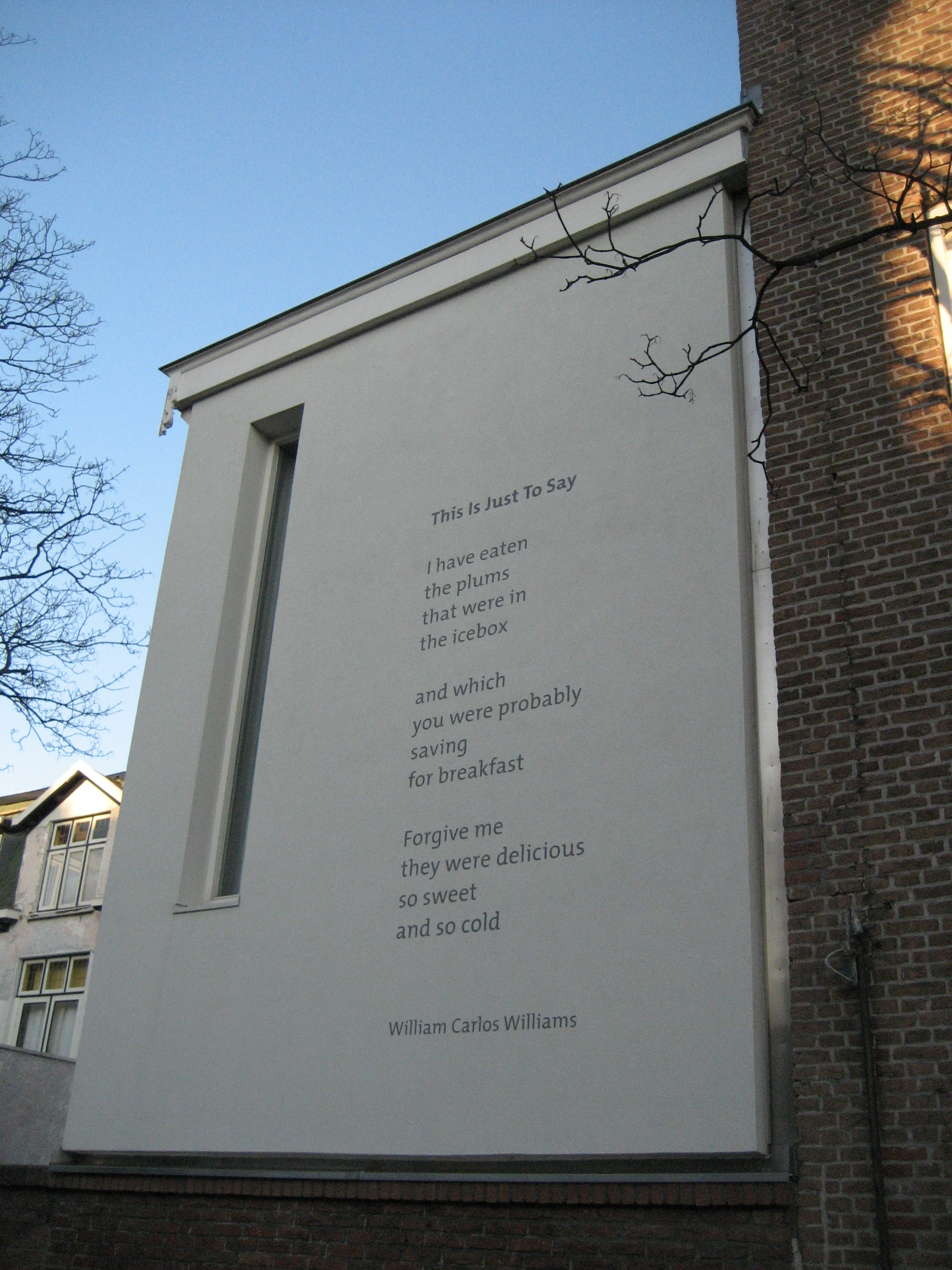
Це просто сказати
(Настінний вірш у Гаазі)

«Це просто сказати» (This Is Just to Say) (1934) — імажистський вірш Вільяма Карлоса Вільямса. Вірш із трьох куплетів із 28 слів є апологією про поїдання слив. Вірш був написаний так, ніби це була записка, залишена на кухонному столі. Його широко пародіювали.

## Вірш
Оригінал (англійською)
Переклад з англійської Остапа Сливинського
Я з’їв
сливи
з нашого
холодильника
ти їх
мабуть
залишила
на сніданок
Пробач мені
вони були такими смачними
солодкими
й прохолодними

## Аналіз
Вірш постає перед читачем як знайдена поезія. Метрично вірш не демонструє регулярності наголосу чи кількості складів. За винятком рядків другого та п’ятого (кожен є ямбом ) та рядків восьмого та дев’ятого (кожен є амфібрахом ), жодні два рядки не мають однакової метричної форми. Співзвуччя літер «Th» у другому, третьому і четвертому рядках, а також співзвуччя літери «F» у восьмому і дев’ятому рядках і літери «S» в одинадцятому і дванадцятому рядках породжують природний ритм. коли вірш читається вголос.
Помітна відсутність розділових знаків сприяє тональній двозначності вірша. У той час як друга строфа починається зі сполучника, що передбачає зв’язок із першою строфою, третя строфа відокремлена від перших двох літерою «Прости» з великої літери. В інтерв’ю 1950 року Джон В. Гербер запитав поета, що робить «Це просто сказати» віршем; Вільямс відповів: «По-перше, це метрично абсолютно регулярно...Отже, догматично кажучи, це має бути вірш, тому що він йде саме так, як ви не бачите!» Критик Марджорі Перлофф пише: «На сторінці три маленькі чотиривірші схожі; вони мають приблизно однакову фізичну форму. Саме типографіка, а не будь-яке фонематичне повторення, дає вказівки для голосу, що говорить (або для ока, яке мовчки читає рядки), і це виявляє значення вірша». Крім того, ця типографічна структура впливає на будь-яке подальше тлумачення з боку читача.
«Відповідь» Флоренс Вільямс (дружини Вільямса) на « Це просто сказати » включена як «Деталі» в частково опубліковану «Деталі та пародію» на вірш Патерсон (рукопис у SUNY Buffalo) яка вперше з’явилася в 1982. Оскільки Вільямс вирішив включити «відповідь» у свою власну послідовність, здається ймовірним, що він взяв записку, залишену дружиною, і перетворив її на «вірш».

## зовнішні посилання
- Авторизоване відтворення вірша
- Сучасна американська поезія. Коментар до вірша
- CliffsNotes Аналіз деяких творів Вільяма Карлоса Вільямса
- Епізод "Це американське життя", який містить аналіз і коментарі до вірша
- Прочитайте «Відповідь» Вільямса на «Просто сказати»

Шаблон:William Carlos Williams